# Софка Николић
Софија (Васиљевић) Николић — Софка (Табановић, код Шапца, 1907 — Бања Ковиљача, 27. јул 1982) била је српска певачица народне музике и по многима највећа звезда овог жанра у првој половини 20. века. На жалост, у недостатку тачних биографских података, о Софки Николић често се наводе нетачности и неистине.

## Биографија
Родитељи су јој били Перса и Никола Васиљевић.
Почела је да пева као девојчица на вашарима, а од 1918. је озбиљније запажена наступима у Зворнику. После Мостара и Сарајева од краја 1927. године прешла је да живи у Београд. У Београду се удала за Пају Николића, шефа једног од ромских оркестра. Први пут Софкино певање пренесено је радио-таласима 11. децембра 1929. године на Радио Београду из кафане „Крагујевац“. Њено освајање Београда означило је промену односа јавности према кафанском певању.
Прву плочу са нумерама „Сву ноћ млада“ и „Узми Стану, мили сине“ снимила је 1927. у Београду. Снимала је за Едисон Бел Пенкала, као и за иностране издавачке куће (нпр. Пате у Паризу). Према непровереним, индиректним и спорним изворима, за велики број својих плоча наводно је добила награду „Златна поткова“.
Поред гостовања по разним градовима тадашње Југославије, уз горенаведени боравак у Паризу, до 1939. године документовано је њено гостовање у Софији,  са пратећим оркестром под вођством њеног мужа Паје који је бројао најчешће пет музичара, мада се оркестар понекад и проширивао. Евентуална гостовања у Берлину, Прагу, Бечу, Будимпешти... нису документована. О њеном певању, које је остављало велики утисак на слушаоце широм Европе, написано је: „Даире у њеним рукама звечећи су дрхтале, дрхтала је њена душа“.
Снимила је велики број грамофонских плоча и песама. Њене најпознатије песме су: „Цојле Манојле“, „Колика је Јахорина планина“, „Кад би знала, дилбер Стано“, „Зоне, мори Зоне“ и „Чујеш, секо...“.
Поред бројних личности из јавног живота Београда којима је певала, остало је забиљежено да је велики Софкин поштовалац и пријатељ била свјетски позната пјевачица Џозефина Бекер.
Након смрти шеснаестогодишње ћерке Марице (Мариоле) 1939. године на врхунцу славе, Софка се повлачи у туговање и углавном више није певала. Ретки изузеци су била снимања (за Радио Београд, 1963, са оркестром Жарка Милановића) и хуманитарни наступи. Ова наша славна певачица временом је заборављена, а јавност је имала прилику да је се сети 1968. године када је о њој снимљен документарни филм. Последње године живота провела је скромно и усамљено у Бијељини и Београду. Умрла је 1982. године у старачком дому у Бањи Ковиљачи, а сахрањена је на градском гробљу Пучиле у Бијељини, у крипти поред своје ћерке.
Једна од улица у ширем центру Бијељине носи име по Софки Николић. У овој улици је сједиште Српске новинске агенције СРНА.